# Ken'ichi Matsuyama
Pour les articles homonymes, voir Matsuyama.
Ken'ichi Matsuyama, né le 5 mars 1985 à Mutsu au Japon, est un acteur japonais.

## Biographie
Ken'ichi Matsuyama incarne le personnage de L dans les trois films tirés du manga Death Note.
Ayant rencontré un succès fulgurant, Ken'ichi Matsuyama incarne de nouveau L dans le second film Death Note 2 : The Last Name, sorti au Japon le 3 novembre 2006. Il est également à l'affiche du film L change the world.
Il incarne aussi Shin, dans le film Nana ainsi que Masaru Kato dans Gantz (film adapté du manga).
Le 1er avril 2011, il épouse Koyuki Katō, qui a été sa partenaire dans Kamui, le ninja solitaire. Le premier enfant du couple est né en janvier 2012, leur second enfant est né un an plus tard en Corée du Sud. En juillet 2015, ils sont parents d'un troisième enfant.

## Filmographie sélective

### Au cinéma
- 2004 : Kamachi (ja)
- 2004 : Shibuya Ghost Story 2
- 2004 : Taste of Brown
- 2004 : Winning Pass
- 2005 : Linda Linda Linda
- 2005 : Nana
- 2005 : Furyo shonen no yume
- 2005 : Kasutamu-meido 10. 30
- 2005 : Les Hommes du Yamato (Otokotachi no Yamato)
- 2006 : Death Note
- 2006 : Death Note 2: The Last Name
- 2007 : Shindo
- 2007 : Oyayubi sagashi
- 2007 : Yume juu ya
- 2007 : Child Prodigy (2007)
- 2007 : The Blue Wolf : To the Ends of the Earth and Sea
- 2007 : Dolphin Blue Fuji, mou ichido sora he
- 2007 : Tsubaki Sanjuro
- 2007 : Southbound
- 2008 : Don't Laugh at My Romance
- 2008 : L: Change the World
- 2008 : Detroit Metal city
- 2009 : Kamui, le ninja solitaire (カムイ外伝, Kamui gaiden?) de Yōichi Sai : Kamui
- 2009 : Kaiji: Jinsei gyakuten gēmu
- 2011 : Gantz
- 2011 : Gantz : The perfect Answer
- 2011 : La Ballade de l'impossible (Norwegian Wood)
- 2011 : Usagi drop
- 2015 : Ten no Chasuke de Sabu
- 2016 : Rage (怒り, Ikari?) de Lee Sang-il

### À la télévision
- 2002 : Gokusen
- 2009 : Zeni geba
- Ichi rittoru no namida
- Sexy Voice and Robo

## Prix
- Il a remporté le prix du meilleur acteur au Hochi Film Awards en 2006 grâce à sa performance dans Death Note.
- Il a remporté le prix du nouveau talent au Yokohama Festival 2007 pour sa performance dans Death Note : The last name.
- Il a été nommé dans la catégorie du meilleur acteur de soutien pour le rôle de L dans Death Note au Japanese Academy Award 2007.

## Anecdotes
- Il est mannequin pour le magazine chinois 2percenthk depuis 2007.
- Il mesure 1,80 m.
- Il s'est marié le 1er avril 2011 avec l'actrice Koyuki Katō, sa co-star dans le film Kamui gaiden de 2009.
- Il interprète L dans la trilogie Death Note, et dans l'animé il prête sa voix au dieu de la mort Jealous.